# 陈望道
陈望道（1891年1月18日—1977年10月29日），原名参一、融，后改望道，字任重，笔名佛突、雪帆，浙江义乌人，中國学者、教育家。他参与了中国共产党的建立。主要从事进步语文运动和语文科学的教学研究，建立了中国修辞学的科学体系，对哲学、伦理学、文艺理论、美学等造诣较深。

## 生平

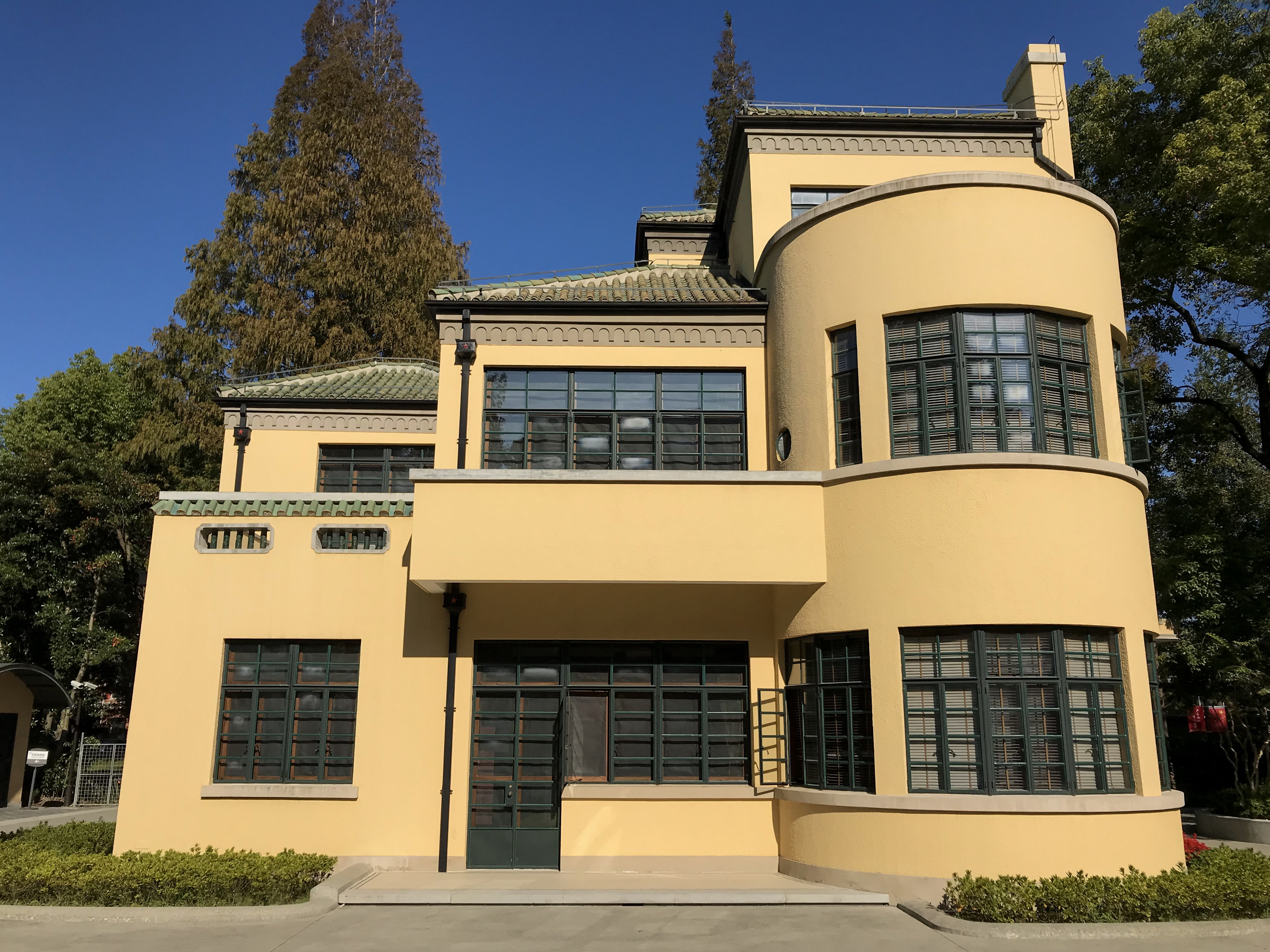
上海市文物保护单位——陈望道旧居

### 早年
1891年1月18日（清光绪十六年农历腊月初九），陈望道出生于浙江义乌河里乡（今夏演乡）分水塘村一个农民家庭。祖父陈孟坡务农同时兼营靛青（一种染土布的染料），逐渐积累了一些家产。父亲陈君元继承家业，克勤克俭，购田置屋，家道达于小康。6岁起，陈望道在分水塘当地私塾学习“四书五经”。16岁时，进入义乌县城的绣湖中学学习，之后赴金华府立中学堂（浙江省立第七中学校）学习数理化等现代科学知识四年，他“以为欧美的科学发达，要兴办实业，富国强民，不得不借助欧美科学”，毕业后便积极为留学欧美做准备。1913年赴上海一所补习学校补习英语，之后考入杭州之江大学学习数学和英语。由于各种条件限制，陈望道最终选择赴日留学，父亲陈君元变卖部分田产作为他的学费。

### 赴日留学
1915年起赴日本留学，在东京“日华同人共立东亚高等预备学校”进修日语，期间与同学参与反对袁世凯接受日本“二十一条”和袁世凯复辟。1916年后，先后在早稻田大学法科、东洋大学文科、中央大学法科等校学习文学、哲学、法律等，同时还在东京物理夜校学习数理课程。在日期间，通过日本学者河上肇、山川均等人接触到了马克思主义学说，意识到救国不仅要兴办实业，还必须进行社会革命。同时在学术上，从“一时泛览无所归，转而逐渐形成以中国语文为中心的社会科学为自己的专业”。

### 新文化运动时期

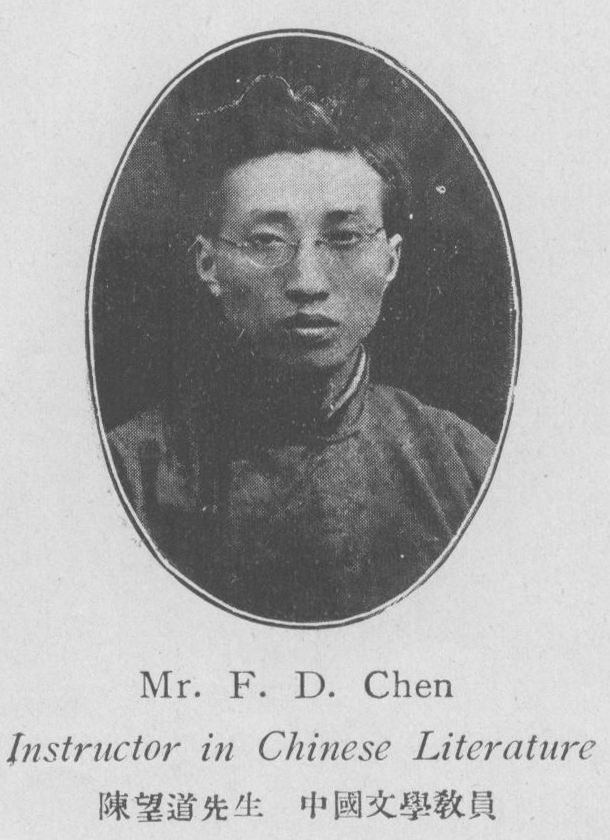
1921年的陈望道

1919年毕业于日本中央大学法科，获法学学士学位。同年回国，经沈仲九介绍，应浙江第一师范学校校长经亨颐之聘，任该校国文教员。他与夏丏尊、刘大白、李次九三位国文教员提倡新思想、新文化和改革语文教育，四人被称为“四大金刚”。他们的语文改革遭到了北洋政府的打压和强烈抵制，引发了“一师风潮”。陈望道与广大师生一起与军警展开面对面的斗争，浙江当局被迫收回成命，陈望道等人则辞职离校。
1920年4月，在分水塘家中依据日文本与英文本完成了《共产党宣言》全书的中文翻译，成为《共产党宣言》的首位全本中译者。4月底，应邀前往上海担任《星期评论》编辑，抵沪后由于刊物因故停刊，旋应陈独秀之请参加《新青年》编辑工作。并与陈独秀、李汉俊等人筹建上海马克思主义研究会，参与创办通俗性刊物《劳动界》和《共产党》月刊。此外陳望道還设立工人补习夜校，自己親自给工人上课，並创办邮电工会。同年8月，参与上海共产主义小组，他是上海地區推選的中國共產黨第一次全國代表大會代表，但未參會。9月，应聘至复旦大学中文系任教，开设文法、修辞课程，同時還在外国语学社擔任教員并負責中国社会主义青年团事務。同年11月，陈望道組建上海机器工会。同年年底，继陈独秀主持《新青年》编辑工作。
1921年11月，担任中共上海地方委员会第一书记。1922年5月底正式提出辞呈辞去书记职务，次年8月脱党。1923年后担任上海大学中文系主任、教务长、代理校务主任等职。1926年担任上海艺术协会执行委员。1927年出任复旦大学中文系主任及复旦实验中学校长。1928年创办大江书铺并任经理。1929年秋出任上海中華藝術大學校長，次年“左聯”在該校成立。

### 抗战和内战时期
1931年辞去复旦大学教职，在上海寓所完成《修辞学发凡》的写作。1932年，同鲁迅、郁达夫、叶圣陶、丁玲等43人，就日本侵华“一·二八”事变，联名发表《上海文化界告世界书》。此外，还参与发起“中国著作家抗日会”并担任秘书长。之后赴省立安徽大学、广西桂林师范专科学校（后并入国立广西大学）任教，创刊《太白》杂志。
1937年抗战爆发后，从广西回到上海，积极从事抗日救亡运动，提倡拉丁化新文字运动，亲自到难民所从事扫盲、普及新文字工作。1940年，经香港赴重庆北碚复旦大学中文系任教。1942年，担任复旦大学新闻系主任，提出“宣扬真理，改革社会”为科学和民主办系的一个纲领。1945年抗战胜利后回到上海，积极参与和平民主建国运动。

### 中华人民共和国成立后

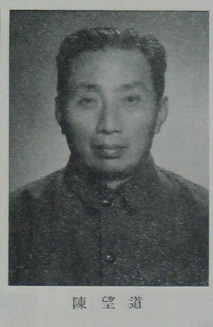
1949年的陈望道

1949年，担任复旦大学校委会副主任和文学院长、上海市政协副主席和华东军政委员会委员等职。1951年，加入中国民主同盟。1952年，出任复旦大学校长。
1954年，他当选第一届全国人大代表。9月，他出席第一届全国人大第一次会议讨论宪法草案，期间并发言。1955年被选为中国科学院哲学社会科学学部常务委员。1956年他创办上海语文学会并担任首任会长。1957年中共中央组织部批准接受他为中共党员。1958年起历任中国民主同盟上海市委第四、五、六届主任委员，并担任民盟中央副主席、上海市主任委员。1960年冬，陈望道接任《辞海》总主编。文革时受到冲击，1972年出任复旦大学革委会主任。
1977年10月29日，陈望道在上海病逝。临终前，陈将其22万元人民币存款上交党组织。其墓地位於上海福壽園。

## 主要作品

### 译作[11]
| 出版年份 | 译作名                             | 出版社                        |
| -------- | ---------------------------------- | ----------------------------- |
| 1920     | 《共产党宣言》                     | 社会主义研究社 上海新文化书房 |
| 1921     | 《空想的和科学的社会主义》         | 人民出版社（已佚）            |
| 1928     | 《文学及艺术之技术的革命》         | 上海大江书铺                  |
| 1928     | 《艺术简论》                       | 上海大江书铺                  |
| 1929     | 《社会意识学大纲》（与施存统合译） | 开明书店                      |
| 1930     | 《苏俄文学理论》                   | 上海大江书铺 开明书店         |
| 1930     | 《艺术社会学》                     | 上海大江书铺（已佚）          |
| 1936     | 《伦理学底根本问题》               | 上海中华书局                  |
| 1939     | 《实证美学的基础》（与虞人合译）   | 世界书局                      |

### 著作[11]
| 出版年份  | 著作名                         | 出版社                                                                               |
| --------- | ------------------------------ | ------------------------------------------------------------------------------------ |
| 1922      | 《作文法讲义》                 | 上海民智书局                                                                         |
| 1927      | 《美学概论》                   | 上海民智书局                                                                         |
| 1931      | 《因明学概略》                 | 世界书局 中华书局                                                                    |
| 1932      | 《修辞学发凡》                 | 上海大江书铺、重庆中国文化服务社、 上海文艺出版社、上海教育出版社、 上海世纪出版集团 |
| 1973      | 《论现代汉语中的单位和单位词》 | 上海人民出版社                                                                       |
| 1973      | 《汉语提带复合谓语的探讨》     | 上海人民出版社                                                                       |
| 1978      | 《文法简论》                   | 上海教育出版社                                                                       |
| 1979-1990 | 《陈望道文集》（四卷）         | 上海人民出版社                                                                       |
| 1980      | 《陈望道语文论集》             | 上海教育出版社                                                                       |
| 1985      | 《陈望道修辞论集》             | 安徽教育出版社                                                                       |
| 2011      | 《陈望道全集》（十卷）         | 浙江大学出版社                                                                       |

### 引用
1. 1 2 3 4 5 6 7 8  邓明以. . 上海: 复旦大学出版社. 2005. ISBN 7-309-04323-5.
2. ↑  金仁拓、周玲. . 杭州师范大学. 2021-05-31  [2023-04-14]. 原始内容存档于2023-04-18.
3. ↑  霍四通. . 文汇学人. 2020-07-10.
4. 1 2  .   [2021-06-11]. （原始内容存档于2021-06-11）.
5. ↑  . 光明日報.   [2021-06-11]. （原始内容存档于2021-06-21）.
6. ↑  张希坡著. . 北京：中共党史出版社. 2009.08: 657. ISBN 978-7-5098-0341-7.
7. ↑  . 上海市社会科学界联合会.   [2025-06-23].
8. ↑  . 上海市地方志办公室. 2003-04-08  [2025-01-22].
9. ↑  蒋国栋; 祝彦. . . 北京: 中共中央党校出版社. 2023: 126. ISBN 978-7-5035-7348-4.
10. ↑  . web.archive.org. 2008-04-09  [2023-12-06]. （原始内容存档于2008-04-09）.
11. 1 2  陈望道. . 池昌海  (编).  10. 杭州: 浙江大学出版社. 2011: 283. ISBN 978-7-308-08005-7.
12. ↑  陈启明. . 光明网. 2017-09-20  [2023-04-14]. （原始内容存档于2023-04-14）.